# Testero (arquitectura)

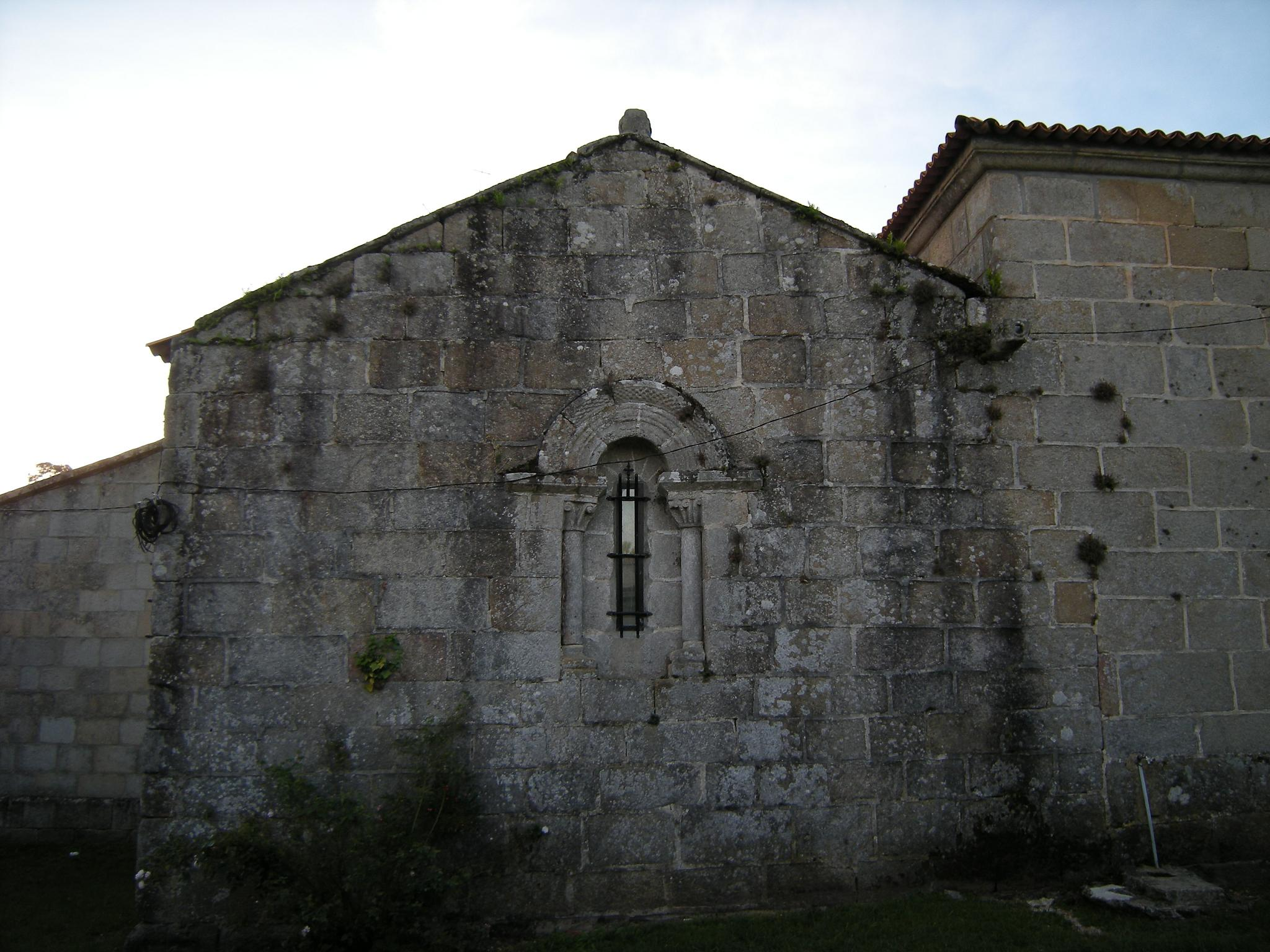
Muro testero del ábside de la iglesia de San Xoan de Baion, Vigo.

En arquitectura, el testero, palabra derivada del latín testa (cabeza), sirve para designar la pared opuesta a la entrada principal. También puede referirse en una iglesia a la cabecera (parte opuesta al imafronte).